# Thelepides venustus
Thelepides venustus är en ringmaskart som beskrevs av Levenstein 1964. Thelepides venustus ingår i släktet Thelepides och familjen Terebellidae. Inga underarter finns listade i Catalogue of Life.